# Премия «Оскар» лучшему помощнику режиссёра
Премия «Оскар» лучшему помощнику режиссёра — награда Американской академии киноискусства, присуждавшаяся ежегодно в период с 1934 по 1938 гг. Категория «Лучший помощник» была упразднена с 1939 года.
В первый год награда присуждалась не за конкретный фильм, а за заслуги в течение года в целом.
1934
- Победители:
  - Чарльз Бартон — Paramount Pictures
  - Рик Джеймс — Universal
  - Чарльз Дориан — Metro-Goldwyn-Mayer
  - Фред Фокс — United Artists
  - Гордон Холлингшед — Warner Bros.
  - Дьюи Старки — RKO Radio
  - Уильям Таммел — Fox Film Corporation

- Номинанты:
  - Эл Эллборн — Warner Bros.
  - Сид Брод — Paramount Pictures
  - Орвилл О. Далл — Metro-Goldwyn-Mayer
  - Перси Икерд — Fox Film Corporation
  - Артур Джейкобсон — Paramount Pictures
  - Эдвард Килли — RKO Radio
  - Джозеф А. Мак-Дона — Universal
  - Уильям Дж. Райтер — Universal
  - Фрэнк Шоу — Warner Bros.
  - Бен Силви — United Artists
  - Джон Уотерс — Metro-Goldwyn-Mayer

1935
- Джон Уотерс — «Да здравствует Вилья!»
  - Скотт Бил — «Имитация жизни»
  - Каллен Тэйт — «Клеопатра»

1936
- Клем Бошам и Пол Уинг — «Жизнь бенгальского улана»
  - Джозеф Ньюман — «Дэвид Копперфильд»
  - Эрик Стэйси — «Отверженные»
  - Шерри Шурдс — «Сон в летнюю ночь»

1937
- Джек Салливан — «Атака лёгкой кавалерии»
  - Клем Бошам — «Последний из Могикан»
  - Уильям Кэннон — «Энтони Несчастный»
  - Джозеф Ньюман — «Сан-Франциско»
  - Эрик Стэйси — «Сады Аллаха»

1938
- Роберт Уэбб — «В старом Чикаго»
  - Расс Сандерс — «Жизнь Эмиля Золя»
  - Чарльз Коулман — «Потерянный горизонт»
  - Эрик Стэйси — «Звезда родилась»
  - Хэл Уокер — «Души в море»